# Piperiés (Pella)
Piperiés, en grec moderne : Πιπεριές, auparavant appelé Bítzio Machalá (Μπίτζιο Μαχαλά), jusqu'en 1926, est un village du district régional de Pella en Macédoine-Centrale, Grèce. En 2010, il est intégré au sein du dème d'Almopie.
Selon le recensement de 2011, la population du village s'élève à 558 habitants.